# 21st Cherry Boy
「21st Cherry Boy」(トゥエンティーファースト・チェリー・ボーイ)は、日本のロックバンド、BUCK-TICKの楽曲で、18作目のシングル。2001年11月21日にBMG JAPANより発売された。
前作「GLAMOROUS」から1年2ヶ月ぶりとなるシングル。ジャケットデザインはサカグチケン。

## 収録曲
1. 21st Cherry Boy (4:34)
  - 作詞：櫻井敦司、今井寿、作曲：今井寿、編曲：BUCK-TICK

BUCK-TICKとして21世紀初のシングルなので、元々は“21世紀の爆竹”を英訳した「21st Cherry Bomb」というタイトルがつけられていた。しかし、2001年9月11日に起こったアメリカ同時多発テロ事件の影響で、爆発物を指す言葉を自粛し、語感が似ている「Cherry Boy」に変更した。
ミュージック・ビデオの監督は山口氏。都内のイタリアンレストランとスタジオを使用して撮影された。撮影当日はBUCK-TICKの事務所に集合し、そこに2台のメイク台をセッティングし、5人のメイクや着替えを行った。事務所から撮影場所のイタリアンレストランまでは車で移動した。個人ショットはスタジオを使って撮影された。華やかで毒のあるイメージは櫻井敦司からのアイデア。今井寿の顔に牛乳が大量にかかるシーンは、リハーサルの段階では牛乳は少量だったが本番時はうまくいかず、牛乳の量がどんどん増え、大量にかかるシーンが採用された。撮影の前日、櫻井敦司と今井寿は大量に飲酒しており、今井寿は酒臭かったという[1]。
2. 薔薇色の日々 (4:55)
  - 作詞：櫻井敦司、作曲：星野英彦、編曲：BUCK-TICK

## 参加ミュージシャン
- 櫻井敦司 - ボーカル
- 今井寿- ギター、ノイズ
- 星野英彦 - ギター
- 樋口豊 - ベース
- ヤガミトール - ドラムス

### サポートミュージシャン
- 横山和俊 - マニピュレート、キーボード、ノイズ

## 収録アルバム
- 『極東 I LOVE YOU』